# Уэмацу, Хитоси
Хитоси Уэмацу (яп. 植松仁, англ. Hitoshi Uematsu, родился 21 июня 1974 года в пос. Гинан, префектура Гифу) — японский велогонщик и конькобежец, специализирующийся в шорт-треке. Бронзовый призер зимних Олимпийских игр 1998 года. Двукратный призёр чемпионата мира по шорт-треку. В 1991 году окончил Техническую среднюю школу Гифу на факультете текстильного дизайна, в 2016 окончил Университета Санно на факультете управления информацией.

## Карьера конькобежца
Хитоси Уэмацу родился в посёлке Гинан района Хасима и начал заниматься шорт-треком в возрасте 5-и лет, пойдя по стопам своего старшего  брата Дзюн Уэмацу. После окончания средней школы он пытался продолжать заниматься конькобежным спортом, работая, но компания, в которой он планировал работать, обанкротилась, и он какое-то время продолжал свою соревновательную жизнь без работы
Хитоси выиграл в 1996 году Всеяпонский чемпионат в общем зачете, а в начале марта на чемпионате мира в Гааге в личном многоборье занял 28-е место, а в эстафете 5-е место. В 1997 году на командном чемпионате мира в Сеуле смог с командой подняться на 2-е место. 
В феврале 1998 года он участвовал на зимних Олимпийских играх в Нагано и завоевал бронзовую медаль на дистанции 500 м, в беге на 1000 м занял 15-е место. После олимпиады он пережил спад и был уволен из-за ухудшения положения в управлении компанией (Veloce), к которой он принадлежал.
Он продолжал соревноваться при поддержке окружающих, хотя не мог найти никаких перспектив на будущее. В сезоне 1998/99 он выступал на Кубке мира и в беге на 500 м занял 11-е место в общем зачёте, а на 1000 м стал 18-м. В 1999 году на зимних Азиатских играх в Канвоне в эстафете завоевал серебряную медаль. Через месяц на командном чемпионате мира в Сент-Луисе выиграл бронзовую медаль.

## Карьера велогонщика
В 2000 году поступил в школу Нихон Киин в клуб велогонщиков. Он был первым человеком, прошедшим специальную селекционную экспертизу из разных видов. Многие конькобежцы ездят на велосипеде, но у Уэмацу не было в этом опыта. Он дебютировал на велодроме Мацусака в августе 2001 года и одержал свою первую победу на велодроме Нагоя 18 августа. В июне 2006 года он был переведен в высший класс S-класса и начал напрямую встречаться с ведущими игроками. 
С сентября 2007 года он долгое время отсутствовал из-за болезни печени, хотя вернулся на велотрассу Ичиномия в декабре 2008 года, но с октября 2009 года снова  отсутствовал долгое время. Он вернулся на велосипедную трассу Otsu Biwako 19 июля 2010 года, и ушел из велогонки Matsusaka Bicycle Racetrack 10-го класса RS, заняв специальное 2-е место 18 сентября того же года с рейтингом группы S класса 2 в качестве последней гонки. Всего 510 гонок и 116 побед.

## Карьера офисного сотрудника
Хироси учился на факультете управления информацией Университета Санно с  2012 по 2016 год и стал сертифицированным инструктором по обучению, руководству и второй карьерной поддержке в AMSA (Академия передовых медицинских наук и спорта). Он получил работу в компании по производству запчастей для самолетов после того, как его познакомил покупатель в магазине велосипедов, где он работал. Вышел на пенсию в августе 2014 года и основал компанию «Katati Brain», где проводил семинары по планам обучения. С 2016 года работает директором и консультантом по развитию персонала в AMSA.
Хитоси Уэмацу был арестован 30 ноября 2017 года из-за подозрении в нанесении телесных повреждении. По данным полиции префектуры Уэмацу заподозрили утром 14 апреля того года. Он ехал на поезде от станции Мейтэцу Канаяма (город Нагоя) до станции Чирю и разлил химическую жидкость на ногу девушке. Опрос его семьи показал, что он был женат в 2003 году и по состоянию на 2017 год являлся отцом троих детей.